# Florence (Illinois)
Pour les articles homonymes, voir Florence (homonymie).
Florence est un village situé à l'est du comté de Pike dans l'Illinois, aux États-Unis,. Il est incorporé le 30 janvier 1939.

## Démographie
Lors du recensement de 2010, le village comptait une population de 38 habitants. Elle est estimée, en 2016, à 37 habitants.

### Source de la traduction
- (en) Cet article est partiellement ou en totalité issu de l’article de Wikipédia en anglais intitulé « Florence, Illinois » (voir la liste des auteurs).